# 加賀爪勝之進
加賀爪 勝之進（かがつめ かつのしん、生年不詳 - 慶応4年3月6日（1868年3月29日））は、新選組隊士。姓は加々爪、名は勝太郎とも。
元は美濃国加納藩士で、慶応2年（1866年）頃に新選組に入隊した。慶応3年（1867年）6月10日の幕府召抱えでは平同士として名を連ねる。慶応4年1月3日の鳥羽・伏見の戦いに参加したが、同年3月6日の甲州勝沼戦争で被弾し戦死した。